# Ngựa Comtois
Ngựa Comtois (phát âm tiếng Việt như là ngựa Com-toa) là một giống ngựa kéo có nguồn gốc từ dãy núi Jura trên biên giới giữa Pháp và Thụy Sĩ. Vào thế kỷ thứ mười sáu, những con ngựa này được sử dụng như một con ngựa trong biên chế kỵ binh và ngựa kéo pháo binh (sơn pháo) và chúng hiện diện trong quân đội của vua Louis XIV và sau đó là vi thống soái Napoléon Bonaparte. Các con ngựa Comtois được sử dụng ngày hôm nay để kéo gỗ trong rừng thông của Jura ở vùng núi của Massif Central, và làm việc trong các vườn nho trong khu vực Arbois. Chúng cũng được lai tạo cho ngành công nghiệp cưỡi ngựa của Pháp. 